# Rosi Lipp
Rosina „Rosi“ Lipp, verheiratete Rosina Berger (* um 1958) ist eine ehemalige deutsche Fußballspielerin.

## Karriere
Lipp gehörte dem FC Bayern München von 1977 bis 1983 als Abwehrspielerin an und erzielte in diesem Zeitraum 27 Tore in den Punktspielen der Bayernliga. Als Bayerischer Meister im Regionalverband Süd war ihre Mannschaft für die Endrunde um die Deutsche Meisterschaft qualifiziert; zweimal erreichte sie mit ihr das Finale.
Ihr Finaldebüt gab sie am 17. Juni 1979 im Städtischen Stadion an der Grünwalder Straße. Das in München ausgetragene Hinspiel endete mit der 2:3-Niederlage gegen die SSG 09 Bergisch Gladbach; im Rückspiel, das am 24. Juni 1979 im Stadion An der Paffrather Straße in Bergisch Gladbach ausgetragen wurde und 0:1 endete, wurde sie nicht eingesetzt. Sie bestritt mit ihrer Mannschaft zudem das am 17. Juni 1982 bei der SSG 09 Bergisch Gladbach mit 0:6 recht deutlich verlorene Finale.

## Erfolge
- Zweiter der Deutschen Meisterschaft 1979, 1982
- Bayerischer Meister 1978, 1979, 1980, 1981, 1982, 1983

## Sonstiges
Später spielte Lipp noch ein paar Jahre in Geroldshausen beim  dort ansässigen SV Geroldshausen, Zudem trainierte sie im Alter von 50 Jahren beim FC Geisenfeld kurzzeitig eine Juniorinnen-Mannschaft.
Rosi Lipp ist verheiratet und hat zwei Kinder.